# Chiesa della Santissima Annunziata (Ascoli Piceno)
La chiesa della Santissima Annunziata era un luogo di culto cattolico sito nell'omonimo parco della città di Ascoli Piceno.
Un tempo di grande importanza per la cittadinanza, si inserisce in un vasto complesso edificato in epoca medievale sui resti di antiche costruzioni romane e nato con la funzione di ospedale, oggi sede della Scuola di Architettura e Design, Unicam. L’immobile rientra nel patrimonio del Fondo Edifici di Culto.
Rialzata dalle secolari Grotte dell'Annunziata, si erge sul Colle dell'Annunziata dal quale si può vedere un ampio panorama di Ascoli.

## Storia

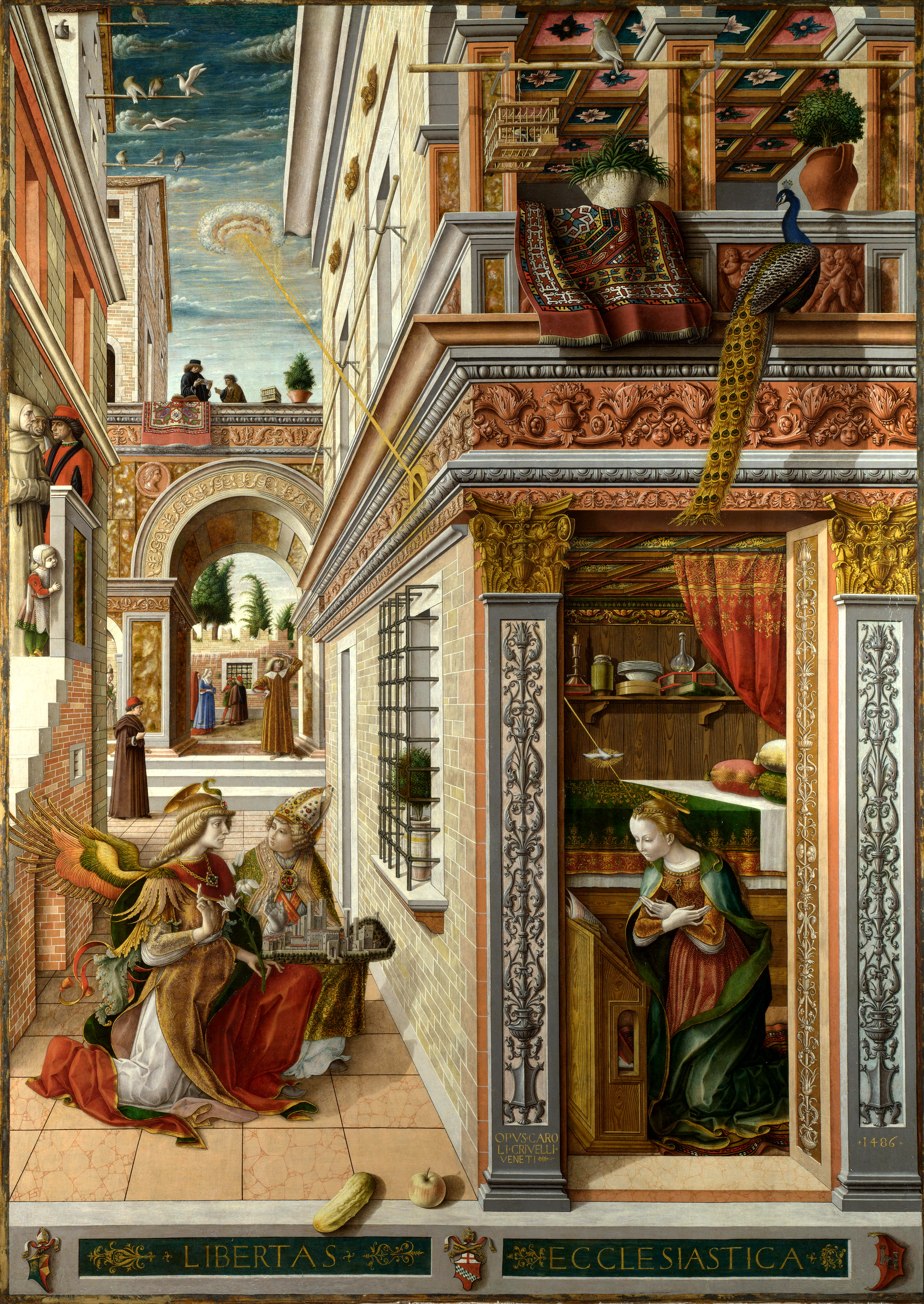
Annunciazione di Ascoli

Lo storico ascolano Sebastiano Andreantonelli descrive il complesso religioso come il "settimo convento ascolano", affidato all'Ordine dei Frati Minori ed in precedenza alle Monache agostiniane.
L'intera fabbrica è il risultato dell'ampliamento della precedente costruzione ed “esistente sin dal XIII secolo”, adibita ad ospedale fino all'anno 1250, data in cui fu affidata, su istanza del frate Pietro da Verona, divenuto san Pietro Martire, alle suore agostiniane. Per queste religiose fu costruito il più antico dei due chiostri insieme alla piccola chiesa, inofficiata, che fiancheggia il portico.
In seguito, nell'anno 1444, ebbe come custodi le suore della regola di santa Monica, mentre dal 1481 - 1482 al 1861 il convento e la chiesa furono retti dai frati minori osservanti ascolani.
Dal 1482 e per un lungo periodo, il 25 marzo di ogni anno, il popolo ascolano si è recato in processione alla chiesa dell'Annunziata in ricordo della concessione della Libertà Ecclesiastica che papa Sisto IV aveva elargito in quell'anno.
Dal 1882 divenne sede della prima Scuola Pratica di Agricoltura d'Italia, nel 1924 Scuola Media Agraria. e nel 1933 si trasformò in un istituto per ragazze orfane diretto dalle Suore della Carità ed ebbe la denominazione di Conservatorio Regina Margherita. Dopo aver ospitato queste attività il complesso rimase per lungo tempo abbandonato.
Da qui vennero trafugati grandi capolavori come: l'Annunciazione di Ascoli di Carlo Crivelli oggi alla National Gallery di Londra, Il Beato Giacomo della Marca al Louvre di Parigi ed un Polittico con la Vergine e i Santi, di cui non si conosce l'attuale collocazione.

## Architettura
L'intero complesso religioso, preceduto da portico ad otto arcate, si compone in vasto fabbricato che comprende: la ex chiesa, l'ex convento, l'ex refettorio dei Minori Osservati e due chiostri. Il chiostro maggiore risale al XIV secolo, si sviluppa da una pianta quadrata, contornata da un portico sorretto da pilastri ottagonali con sovrapposto un loggiato. Il chiostro minore ha al centro della sua area un antico pozzo del XV secolo.
Sulla parete ovest dell'ex refettorio si trova il dipinto di Cola dell'Amatrice, eseguito nel 1519. L'opera appartiene al periodo giovanile dell'artista, descritta dal Rodilossi come un affresco di "notevole vigoria di concezione, grandiosità e movimento"  Fu danneggiata dall'esercito napoleonico e restaurata nella prima metà del XIX secolo. Si tratta di una pittura murale a forma di lunetta detta: "La salita di Cristo al Calvario". Nella rappresentazione Gesù trasporta la croce verso il monte Calvario mentre è circondato, seguito e incalzato da un affollamento tumultuoso di milizie romane e gente del popolo. Le figure evidenziano una moltitudine di personaggi, riccamente abbigliati con vesti sgargianti e dal ricco panneggio. Nella pittura trovano spazio anche san Giovanni, ritratto col volto verso Cristo, mentre soccorre la Madonna tra le pie donne.